# هایپر می
هایپر می یک سری فروشگاه زنجیره‌ای در ایران است. از این فروشگاه در همایش سالانهٔ برندهای برتر در ایران در سال ۱۳۹۳، با ارائه لوح و تقدیرنامه تجلیل شد.

## تاریخچه
شرکت بازرگانی سامان‌اندیشان امرتات مالک برند تجاری هایپر می در ایران است. این شرکت در سال ۱۳۹۲ تأسیس شده‌است. تا آبان ماه 1402این شرکت 30  فروشگاه را در شهرهای مختلف ایران تأسیس کرد. نخستین فروشگاه زنجیره ای "هایپر می" در منطقه اکباتان تهران در مجتمع مگامال در فاز ۲ شهرک اکباتان افتتاح شد.
فروشگاه‌های هایپر می (به انگلیسی: Hyper Me، که در آن ME مخفف Middle East به معنای خاورمیانه است) محصولاتی در گروه‌های مواد غذایی و آشامیدنی، بهداشتی و آرایشی، پوشاک و منسوجات، لوازم خانگی و اداری را به فروش می‌رساند.